# Косик, Ольга Владимировна
О́льга Влади́мировна Ко́сик (до замужества Мудро́ва; род. 27 декабря 1948, Москва) — советский и российский историк, научный редактор. Кандидат филологических наук (1981), старший научный сотрудник Научно-исследовательского отдела новейшей истории Русской православной церкви ПСТГУ.
Жена историка-балканиста Виктора Косика (род. 1944).

## Биография
В 1974 году окончила факультет журналистики МГУ. В 1974—1976 годы работала в Институте социологических исследований Академии наук СССР.
В 1976 году поступила в аспирантуру факультета журналистики МГУ, которую окончила в 1981 году защитив диссертацию по теме «Сербская культура в русской периодической печати начала XX века (1900—1914)», получила степень кандидата филологических наук.
С 1981 по 1991 год работала редактором, научным редактором, редактором отдела журнала «Советская педагогика».
С 1991 по 1994 года работала в издательстве Братства во имя Всемилостивого Спаса. С 1993 года работает в Православном Свято-Тихоновском богословском институте, параллельно обучаясь в нём, окончив обучение в 1996 году со степенью бакалавра религиоведения.
В 1994—1997 годах работала ответственным секретарём издательско-типографского отдела ПСТБИ. В 1997 году становится младшим научным сотрудником Отдела новейшей истории Русской Православной Церкви. В 1997–2005 годы была научным редактором «Богословского сборника» (всего было издано 13 выпусков). В 2005—2016 годах была научным редактором журнала «Вестник ПСТГУ. Серия II: История Русской православной церкви»

## Награды
19 октября 2011 года заочно наградил дипломом лауреата премии «Просветитель» в честь святителя Иннокентия. 
9 ноября 2016 года награждена юбилейной медалью «100-летие Петропавловской и Камчатской епархии».
17 декабря 2019 года в актовом зале Издательского совета РПЦ митрополитом Климентом (Капалиным) награждена медалью преподобного Епифания Премудрого III степени «за особый вклад в развитие издательской деятельности Русской Православной Церкви и популяризацию православной литературы в современном обществе».
27 декабря 2023 года в связи с 75-летием и во внимание к трудам на ниве духовного образования награждена медалью преподобной Евфросинии Московской.

## Публикации
- Журнал «Славянский мир» (1908—1911) и вопросы культуры югославян // Вестник Московского университета, Серия 10. Журналистика. 1981. — № 1. — С. 34—43
- Первый отклик в России на творчество Бранислава Нушича // Вестник Московского университета, Серия 10. Журналистика. 1982. — № 3. — С. 89—90
- Журналу «Народна просвета» — 50 лет // Советская педагогика. 1982. — № 4. — С. 125—126.
- С точки зрения практики // Советская педагогика. 1986. — № 4. — С. 72-—77
- На перекрёстке мнений // Советская педагогика. 1988. — № 1. — С. 57—60
- По страницам педагогических журналов социалистических стран «Настава и васпитање». Югославия. 1985. № 1-5. // Советская педагогика. 1988. — № 9. — C. 131—134
- Воспитать «Человека культуры» // Советская педагогика. 1989. — № 11. — С. 57-68 (в соавторстве с И. К. Григорьевой).
- Педагогическое образование: реальности и перспективы // Советская педагогика, 1989. — № 3. — С. 86—98 (в соавторстве с Т. В. Соломатиной)
- Методическая работа на основе диагностирования // Советская педагогика. 1990. — № 5. — С. 153—155
- Массовая культура и нравственность // Советская педагогика. 1990. — № 9. — С. 61—70
- «Я боролся с неверием…»: Следственное дело по обвинению епископа Афанасия (Сахарова). (Вступ. ст., публ., коммент.) // Богословский сборник. 1999. — Вып. 3. — М., 1999. — С. 228—257.
- Из писем епископа Николая (Муравьёва-Уральского) к епископу Афанасию (Сахарову) (вступ. статья, публикация и комментарии) // Богословский сборник. — Вып. 4. — М., 1999. — С. 253—265.
- Обращения епископа Афанасия (Сахарова) к представителям власти / (Вступ. ст., публ., коммент.) // Богословский сборник. 1999. — Вып. 4. — М., 1999. — С. 225—252.
- Письмо митрополита Кирилла (Смирнова) к м. Евдокии (Вступ. ст., публ., коммент.) // Богословский сборник. 1999. — Вып. 3. — М., 1999. — С. 225—257.
- Переписка святителя Тихона со Святейшим Димитрием, Патриархом Сербским и Архиепископом Белградским (Вступ. ст., публ., коммент.) // Богословский сборник. — Вып. 6. — М., 2000. — С. 252—267 (В соавт. с прот. В. Воробьёвым, О. Н. Ефремовой, В. И. Косиком)
- Из истории Владимирской епархии (1917—1923) // Богословский сборник. — Вып. 6. — М., 2000. — С. 26—75.
- Письма священномученика Иоанна (Восторгова) к Святителю Тихону (Вступ. ст., публ., коммент.) // Богословский сборник. — Вып. 6. — М., 2000. — С. 268—288 (В соавт. с прот. В. Воробьёвым).
- Судьба иеромонаха Серафима (Якубовича) // Ежегодная богословская конференция ПСТБИ. Материалы 2000 г. — М., 2000. — С. 382—387.
- Афанасий (Сахаров) // Православная энциклопедия. Т. 3. — М., 2001. — С. 699—704 (В соавторстве с А. Г. Кравецким)
- Протоиерей Валентин Свенцицкий. Письма из ссылки (Вступ. ст., публ., коммент.) // Богословский сборник. — Вып. 8. — М., 2001. — С. 310—326.
- После туруханской ссылки (письма священномученика митрополита Кирилла Казанского к священноисповеднику епископу Афанасию Ковровскому (Вступ. ст., публ., коммент.) // Богословский сборник. — Вып. 8. — М., 2001. — С. 353—364.
- «Церковная история перевернула страницу» (К истории письма свт. епископа Афанасия Ковровского 1955 г. о воссоединении с Московской Патриархией) // Ежегодная богословская конференция ПСТБИ. Материалы 2001 г. — М., 2001. — С. 270—279.
- Год в Стародубе: По материалам следственного дела сщмч. епископа Дамаскина (Цедрика) // Ежегодная богословская конференция ПСТБИ. Материалы 2002 г. — М., 2002. — С. 263—267.
- Воззвание митрополита Сергия (Страгородского) по поводу изъятия церковных ценностей (Вступ. ст., публ., коммент.) // Богословский сборник. — Вып. 9. — М., 2002. — С. 393—396.
- Вслед за июльской декларацией (Вступ. ст., публ., коммент.) // Богословский сборник. — Вып. 9. — М., 2002. — С. 297—322 (В соавт. с иереем А. Мазыриным)
- «Совершается суд Божий над Церковью и народом русским…» Архивные материалы к житию священномученика Дамаскина, епископа Стародубского (1877—1937) / Вступ. ст., публ., коммент О. В. Косик // Богословский сборник. — Вып. 9. — М., 2002. — С. 322—375; Вып. 10. — М., 2002. — С. 432—470.
- «Совершается суд Божий над Церковью и народом русским…» (вступ. статья, публикация и комментарии). Архивные материалы к житию священномученика Дамаскина, епископа Стародубского (1877—1937) / Вступ. ст., публ., коммент // ; Вып. 12. — М., 2003. — С. 280—301.
- «Послание ко всей Церкви» священномученика Серафима Угличского от 20 января 1929 года / Публ. О. В. Косик // Богословский сборник. — М.: Изд-во ПСТБИ. 2003. — Вып. 11. — С. 281—305.
- Интервью митрополита Сергия (Страгородского) 15 февраля 1930 г. в восприятии современников // Ежегодная богословская конференция ПСТБИ. Материалы 2003 г. — М., 2003. — С. 266—278
- Варлаам (Борисевич) // Православная энциклопедия. — М., 2003. — Т. VI : Бондаренко — Варфоломей Эдесский[англ.]. — С. 585-586. — 39 000 экз. — ISBN 5-89572-010-2. (в соавторстве Г. Н. Шейкиным)
- Варфоломей (Городцов) // Православная энциклопедия. — М., 2003. — Т. VI : Бондаренко — Варфоломей Эдесский[англ.]. — С. 713—715. — 39 000 экз. — ISBN 5-89572-010-2. (в соавт. с прот. Б. Пивоваровым)
- Следственное дело «Антисоветское церковное подполье» (1943—1946) // Ежегодная богословская конференция ПСТБИ. Материалы 2004 г. М., 2004. — С. 273—282.
- Василий (Богдашевский) // Православная энциклопедия. — М., 2004. — Т. VII : Варшавская епархия — Веротерпимость. — С. 75—78. — 39 000 экз. — ISBN 5-89572-010-2. (с А. С. Небольскиным и В. И. Петрушко)
- Василий (Зуммер) // Православная энциклопедия. — М., 2004. — Т. VII : Варшавская епархия — Веротерпимость. — С. 81-82. — 39 000 экз. — ISBN 5-89572-010-2.
- Венедикт (Бобковский) // Православная энциклопедия. — М., 2004. — Т. VII : Варшавская епархия — Веротерпимость. — С. 577—578. — 39 000 экз. — ISBN 5-89572-010-2.
- Венедикт (Пляскин) // Православная энциклопедия. — М., 2004. — Т. VII : Варшавская епархия — Веротерпимость. — С. 582—583. — 39 000 экз. — ISBN 5-89572-010-2. (в соавт. с И. Г. Меньковой)
- Венедикт (Поляков) // Православная энциклопедия. — М., 2004. — Т. VII : Варшавская епархия — Веротерпимость. — С. 583. — 39 000 экз. — ISBN 5-89572-010-2.
- Виктор (Богоявленский) // Православная энциклопедия. — М., 2004. — Т. VIII : Вероучение — Владимиро-Волынская епархия. — С. 433—436. — 39 000 экз. — ISBN 5-89572-014-5. (в соавт. с Н. Ю. Васильевой, Н. М. Дмитриенко, С. А. Исаковым)
- «Призыв послужить вере Христовой на Камчатке я с любовью принимаю…» (статья и публикация) // 00 лет Православия на Камчатке: Миссия Церкви в прошлом и будущем. Материалы научно-богословской конференции. М., 2005. — С. 196—209.
- Святитель Афанасий (Сахаров) и митрополит Нестор (Анисимов) (по переписке архиереев) // Четвёртые международные исторические и Свято-Иннокентиевские чтения «300 лет Православия на Камчатке». Петропавловск-на-Камчатке, 2005. — С. 100—105.
- Новые документы об истории Камчатского Православного братства и Камчатской Православной миссии (1910—1916) // Вестник ПСТГУ. Серия II: История. История Русской Православной Церкви. 2005. — Вып. 18. — С. 197—219.
- Архивные документы священномученика митрополита Кирилла (Смирнова) из фонда митрополита Арсения (Стадницкого), 1907—1918 (вступ. статья, публикация и комментарии) // Вестник ПСТГУ. — Вып. 13. М., 2005. — С. 236—264 (В соавт. с Н. Суховой и Н. Тягуновой)
- Письмо священномученика архиепископа Николая Владимирского к священномученику епископу Дамаскину Стародубскому (Вступ. ст., публ., коммент. О. В. Косик) // Вестник ПСТГУ. — Вып. 13. М., 2005. — С. 265—285.
- Архиерейское служение священномученика Дамаскина (Цедрика) в Черниговской епархии (1923—1925) // Вестник ПСТГУ. Серия II: История. История Русской Православной Церкви. 2006. — Вып. 21. — С. 76—85.
- «Такие люди рождаются раз в столетие…»: Материалы к жизнеописанию митрополита Мелетия (Заборовского) // На службе Богу и якутскому народу: Материалы православных конференций. Якутск, 2006. — С. 155—164.
- «Я призывал к любви…»: Владимирская епархия в годы гонений // Духовность как основа бытия: Материалы Владимирских Епархиальных Образовательных чтений 1 марта 2006 г. Владимир, Владимирское епархиальное управление, 2006. — С. 25—40.
- Тема спасения России в трудах митрополита Нестора (Анисимова) // Материалы пятой международной конференции 21—22 ноября 2006 г. Горно-Алтайск, 2006. — С. 313—320.
- Глуховское викариатство // Православная энциклопедия. — М., 2006. — Т. XI : Георгий — Гомар. — С. 611—612. — 39 000 экз. — ISBN 5-89572-017-X.
- Дамаскин (Цедрик) // Православная энциклопедия. — М., 2006. — Т. XIII : Григорий Палама — Даниель-Ропс. — С. 684-687. — 39 000 экз. — ISBN 5-89572-022-6.
- Письма архиепископа Владимирского и Суздальского Онисима (Фестинатова) к святителю Афанасию Ковровскому // Вестник ПСТГУ. Серия II: История. История Русской Православной Церкви. 2006. — Вып. 21. — С. 107—136.
- Письмо Нумерова от 01 (14) сентября 1921 года (вступ. статья, публикация и комментарии) // История Иерархии Русской Православной Церкви: Комментированные списки иерархов по епископским кафедрам с 862 г. М. 2006. — С. 871—878. (в соавт. с П. Н. Грюнбергом).
- Даниил (Шерстенников) // Православная энциклопедия. — М., 2007. — Т. XIV : Даниил — Димитрий. — С. 90—91. — 39 000 экз. — ISBN 978-5-89572-024-0.
- Семинар в г. Смоляне (Болгария) // Вестник ПСТГУ. Серия II: История. История Русской Православной Церкви. 2007. — Вып. 1 (22). — С. 143—145.
- «Голос из России»: путь церковного документа в русское зарубежье // Вестник ПСТГУ. Серия II: История. История Русской Православной Церкви. 2007. — Вып. 2 (23). — С. 68—96.
- Обзор главнейших событий церковной жизни России за время с 1925 г. до наших дней [Косткевич Г. А.] // Вестник ПСТГУ. Серия II: История. История Русской Православной Церкви. 2007. — Вып. 2 (23). — С. 104—130.
- Доклад епископа Елевферия (Воронцова) и священника Григория Разумовского о пребывании в Маньчжурии в 1945 году // Вестник ПСТГУ. Серия II: История. История Русской Православной Церкви. 2007. — Вып. 2 (23). — С. 131—153.
- Письма епископа Стефана (Никитина) к святителю Афанасию Ковровскому // Вестник ПСТГУ. Серия II: История. История Русской Православной Церкви. 2007. — Вып. 2 (23). — С. 154—168. (в соавторстве с Д. А. Пономаренко)
- Миссионерское служение священномученика Дамаскина (Цедрика) в начале XX в. (Вступ. ст., публ. и примеч.) // Вестник ПСТГУ: II № 2 (27). 2008. — С. 87—109
- Списки архиереев Русской Православной Церкви в 1920—1930-е годы // Ежегодная Богословская конференция ПСТГУ. Материалы. В 2 т. Т. 1. М., 2008. — С. 238—241.
- Сборник «Дело митрополита Сергия» и участие в нём М. А. Новосёлова // Вестник ПСТГУ. Серия II: История. История Русской Православной Церкви. 2009. — Вып. 2 (31). — С. 77—95.
- Слово Местоблюстителя. Письма Местоблюстителя священномученика митрополита Петра (Полянского) к митрополиту Сергию (Страгородскому) из Тобольской ссылки и люди, послужившие появлению этих документов // Вестник ПСТГУ. Серия II: История. История Русской Православной Церкви. 2009. — Вып. 3 (32). — С. 37—69. (в соавт. с прот. В Воробьёвым)
- История сбора и распространения церковных документов (1920—1930-е гг.). (К постановке проблемы) // Вестник ПСТГУ. Серия II: История. История Русской Православной Церкви. 2010. — Вып. 3 (36). — С. 48—66.
- Патриаршее управление и ОГПУ (1923—1924 гг.). Выдержка из письма А. Д. Самарина деятелям Зарубежной Церкви с изложением событий церковной жизни в России // Вестник ПСТГУ. Серия II: История. История Русской Православной Церкви. 2010. — Вып. 4 (37). — С. 57—69.
- Церковная жизнь эпохи гонений глазами тайного курьера украинских епископов: следственные показания Г. А. Косткевича 1931 г. (вступ. статья, публикация и комментарии) // Вестник ПСТГУ: Серия II. 2010. — № 4 (37). — С. 70—87 (В соавт. со свящ. А. Мазыриным и А. Н. Сухоруковым)
- Церковная жизнь эпохи гонений глазами тайного курьера украинских епископов: следственные показания Г. А. Косткевича 1931 г. (вступ. статья, публикация и комментарии) // Вестник ПСТГУ: Серия II. 2011. — № 2 (39). — С. 2—39. (В соавт. со свящ. А. Мазыриным и А. Н. Сухоруковым)
- Поиски модели отношения Церкви к атеистическому государству в среде оппозиции митрополиту Сергию (Страгородскому) // Материалы ежегодной конференции ПСТГУ 2011. — С. 300—307.
- Письма духовных чад к святителю Афанасию // Афанасьевский сборник. — Вып. 1. Материалы 1-й межрегиональной научно-практической конференции «Религиозно-образовательная среда российской провинции». Шуя, 2011. — С. 25—34.
- «По благословению святого Иоанна Кронштадтского. История создания Камчатского братства и Православной миссии на Камчатке в XX в.» // V Международные исторические Свято-Иннокентьевские чтения. 19 и 20 октября в Петропавловске-Камчатском Петропавловск-Камчатский, 2011
- Воспоминания о знакомстве с Лавриным (к публикации писем Я. Лаврина к автору) // Янко Лаврин и Россия (Slavica et Rossica). М., 2011. — С. 172—177.6 с.
- Письма Я. Лаврина к О. В. Мудровой: с 17 октября 1980 по 10 декабря 1984 (публикация и комментарии) // Янко Лаврин и Россия (Slavica et Rossica). М., 2011. — С. 265—275
- Камчатская духовная миссия // Православная энциклопедия. — М., 2012. — Т. XXX : Каменец-Подольская епархия — Каракал. — С. 80-97. — 39 000 экз. — ISBN 978-5-89572-031-8. (совместно с. А. М. Белашовым)
- Зосимовские старцы о церковных разделениях конца 1920-х гг. // Материалы XXII Ежегодной богословской конференции ПСТГУ. М., 2012. — С. 185—190
- «Тихая тихость»: Письма иеромонаха Иеракса (Бочарова) к святителю Ковровскому Афанасию (Сахарову) // Вестник ПСТГУ. Серия II: История. История Русской Православной Церкви. 2012. — Вып. 6 (49). — С. 119—142.
- 1950-е гг.: церковный народ и нецерковное общество (по материалам писем к епископу Ковровскому Афанасию (Сахарову) // Свет Валаама. IV-е Валаамские Образовательные Чтения, посыщенные году Российской Истории. Единство Церкви и народное единство: уроки прошлого и проблемы настоящего. Материалы Конференции. Православный культурно-просветительский центр «Свет Валаама», 2013. C. 92—98.
- Из истории Владимирской епархии. Епископ Афанасий (Сахаров) и епископ Дамиан (Воскресенский) (1925−1926) / Вступ. ст., примеч. О. В. Косик. Публикация О. В. Косик, Н. А. Кривошеевой // Вестник ПСТГУ. Серия II: История. История Русской Православной Церкви. 2013. — Вып. 6 (55). — С. 128—150.
- Письма священноисповедника Афанасия (Сахарова) из архива священномученика Серафима (Самойловича) (вступ. ст., публ. и примеч. О. В. Косик, О. И. Хайловой) // Вестник ПСТГУ. Серия II: История. История Русской Православной Церкви. 2015. — Вып. 3 (64). — С. 113—123.
- «Спасибо Вам за все, а главное за свет, которого здесь очень мало». Из переписки Т. Н. Каменевой с епископом Афанасием (Сахаровым) и иеромонахом Иераксом (Бочаровым) (вст. ст., публ. и примеч. В. А. Гончарова и О. В. Косик) // Вестник ПСТГУ. Серия II: История. История Русской Православной Церкви. 2016. — Вып. 3 (70). — С. 119—137.
- Вклад святителя Афанасия (Сахарова) в сокровищницу русской культуры // V Валаамские образовательные чтения, посвящённые 700-летию Преподобного Сергия Радонежского и Году культуры в России. Материалы Конференции. — Валаам, 2016. — С. 108—116.
- Письма 1954—1962 гг. к святителю Афанасию Ковровскому как источник по истории Русской Православной Церкви и её культуре // Проблемы сохранения, изучения и популяризации культурного наследия Русской Православной Церкви" / науч. ред., сост. И. Л. Кызласова // Труды ГИМ. — М., 2017. — Вып. 206. — С. 214—224.
- Храмы Всех Русских Святых в XX веке // Вестник Ставропольской духовной семинарии. — Ставрополь: Издательский центр СтДС, 2017. — Вып. 1 (4). C 98-110.
- «Господь даровал мне истинных друзей в Крыму». Письмо архиепископа Димитрия (Абашидзе) митрополиту Евлогию (Георгиевскому) // Вестник ПСТГУ. Серия II: История. История Русской Православной Церкви. 2018. — Вып. 85. — С. 123—132.
- Дальневосточный период служения священномученика епископа Дамаскина (Цедрика) // «Во все концы достигнет россов слава». XXXIV Крашенинниковские чтения. — Петропавловск-Камчатский, 2017. — C. 43-50.
- 254 месяца в узах и горьких работах. Подвиг жизни святителя Афанасия (Сахарова) // Живая История. 2018. — № 3 (13). — C. 56-64.
- Наставления духовным наставникам. Полемические письма А. Ф. Лосева в контексте дискуссии об отношении к июльской Декларации митрополита Сергия (Страгородского) / подг. текста, вступ. ст. и комм. О. В. Косик // Вестник ПСТГУ. Серия II: История. История Русской Православной Церкви. 2018. — Вып. 81. — С. 121—138.
- «Анзерский выходец Дамаскин» // "История страны в судьбах узников соловецких лагерей. Сборник материалов и докладов научно-практической конференции. Выпуск 3. — Соловки-Архангельск: Издательство «Лоция», 2018. — С. 185—196.
- Из переписки епископа Ковровского Афанасия (Сахарова) с архиепископом Владимирским и Суздальским Онисимом (Фестинатовым) // Краеведческий альманах «Старая столица». — Владимир, 2018. — Вып. 12. — С. 126—132.
- Храм святых бессребреников Кира и Иоанна в Москве (Сербское подворье) // XXIX Ежегодная богословская конференция Православного Свято-Тихоновского гуманитар-ного университета: Материалы. — М.: Изд-во ПСТГУ, 2019. — 272 с. — C. 86—89
- Священник на войне Письмо игумена Нестора (Анисимова) Великой княгине Марии Павловне // Вестник ПСТГУ. Серия II: История. История Русской Православной Церкви. 2019. — Вып. 88. — С. 101—115.
- Страшный и ответственный путь служения христу в сане епископа… (служение епископа Иринарха (Синеокова-Андреевского) в Тобольской епархии) // Сборник трудов Якутской духовной семинарии. 2020. — № 7. — С. 101—118.
- К истории выпуска «Обращения» Экзарха Украины митрополита Михаила (Ермакова) к архипастырям, пастырям и пасомым Украинской Православной Церкви от 17 ноября 1927 г. // Вестник ПСТГУ. Серия II: История. История Русской Православной Церкви. 2020. — Вып. 94. — С. 45—58
- Епископ Дамаскин (Цедрик) в Туруханской ссылке // Церковно-исторический сборник Волынской духовной семинарии. — Вып. 2. — Луцк, 2021. — С. 59-69.
- «Аксенов, верный истине…» // Вестник ПСТГУ. Серия II: История. История Русской Православной Церкви. 2021. — Вып. 103. — С. 131—148
- Духовное наследие митрополита Нестора (Анисимова) // Берег России (Владивосток). 2021. — № 2 (8). — С. 106—107.
- «Формула» священномученика митрополита Кирилла (Смирнова) из тетради священномученика епископа Дамаскина (Цедрика). 1934 г. // Вестник ПСТГУ. Серия II: История. История Русской Православной Церкви. 2022. — Вып. 104. — С. 145—160 (в соавторстве с Владимиров Воробьёвым, Александром Мазыриным, Михаилом Гаром)
- Служение будущего архиепископа священномученика Серафима (Самойловича) на Аляске (1902‒1908) // Вестник ПСТГУ. Серия II: История. История Русской Православной Церкви. 2025. — Вып. 123. — С. 13-41

- Российское православное зарубежье: история и источники. С приложение систематичское библиографии./ Попов А. В. М., 2005. 619 с. // Вестник ПСТГУ. Серия II: История. История Русской Православной Церкви. 2006. — Вып. 21. — С. 149—152.
- Рец. на кн.: Аблова Н. Е. КВЖД и российская эмиграция в Китае: Международные и политические аспекты истории (первая половина XX века). М.: Русская панорама, 2005. 430 с. // Вестник ПСТГУ. Серия II: История. История Русской Православной Церкви. 2007. — Вып. 3 (24). — С. 169—174.
- Рец. на кн.: Е. П. Серапионова. Карел Крамарж и Россия. 1890—1937 годы. М., 2006. 510 с. // Вестник ПСТГУ. Серия II: История. История Русской Православной Церкви. 2007. — Вып. 4 (25). — С. 185—189.
- [Рецензия] // Вестник ПСТГУ. Серия II: История. История Русской Православной Церкви. 2008. — Вып. 1 (26). — С. 137—138.
- Рец. на кн.: Puškadija-Ribkin T. Emigranti iz Rusije u znanstvenom i kulturnom životu Zagreba. Zagreb, 2006. 304 s. // Вестник ПСТГУ. Серия II: История. История Русской Православной Церкви. 2008. — Вып. 1 (26). — С. 139—142.
- Рец. на кн.: Волокитина Т., Мурашко А., Носкова А. Москва и Восточная Европа. Власть и церковь в период общественных трансформаций 40-50-х гг. XX в.: Очерки истории. М.: Российская политическая энциклопедия (РОССПЭН): Фонд Первого Президента России Б. Н. Ельцина, 2008. 807 с. // Вестник ПСТГУ. Серия II: История. История Русской Православной Церкви. 2008. — Вып. 4 (29). — С. 155—156.
- Рец. на кн.: Гоглов А., свящ. Владимирское лихолетье: Православная Церковь на Владимирщине в годы безбожной смуты. М.: Приход храма Святаго Духа сошествия, 2008. — 432 с. // Вестник ПСТГУ. Серия II: История. История Русской Православной Церкви. 2009. — Вып. 1 (30). — С. 162—164.
- Рец. на кн.: Хорхордина Т. И., Попов А. В. Архивная эвристика: Учебник. Коломна, 2014. // Вестник ПСТГУ. Серия II: История. История Русской Православной Церкви. 2014. — Вып. 6 (61). — С. 149—149.
- Рец. на кн.: Любенова Л. По пътя на българската духовност. Т. 1. Изследвания по църковна история. София, 2014. // Вестник ПСТГУ. Серия II: История. История Русской Православной Церкви. 2015. — Вып. 2 (63). — С. 163—165

- Фиолетов Н. Н. Очерки христианской апологетики / ред. О. В. Мудрова. — М.: Братство во Имя Всемилостивого Спасения, 1992. — 192 с.
- Отец Арсений. — М: Изд-во Свято-Тихоновского Богословского ин-та, 1993. — 286 с.
- Архиепископ Иларион (Троицкий). Церковь как союз любви (Сборник материалов). М., Изд-во ПСТБИ, 1998 (в соавт. c Н. А. Кривошеевой и А. Г. Воробьёвой).
- Молитва всех вас спасёт: Материалы к жизнеописанию святителя Афанасия, епископа Ковровского (Сборник материалов) / Сост., предисл. и примеч. М., Изд-во ПСТБИ, 2000. 710 с.: ил.
- Следственное дело Патриарха Тихона: Сборник документов по материалам Центрального архива ФСБ РФ / ПСТБИ; редкол.: протоиерей Владимир Воробьёв (гл. ред.) [и др.]. М., 2000. — 1016 с.
- Алчущие правды: материалы церковной полемики 1927 года; [отв. ред. протоиерей Владимир Воробьёв; сост., авт. вступ. ст. свящ. Александр Мазырин, О. В. Косик]. — М.: Изд-во ПСТГУ, 2010. — 422 с.
- Какое великое утешение — вера наша. Сборник материалов. — М., Изд-во ПСТГУ, 2011.
- Письма разных лиц к святителю Афанасию (Сахарову): В 2 кн. / Вступ. ст., примеч., подг. текста О. В. Косик. — М.: ПСТГУ, 2013—2014
- Коростелёв В. А., Караулов А. К. Православие в Маньчжурии. 1898—1956. — Православный Свято-Тихоновский гуманитарный университет, 2019. — 888 с. — (Очерки истории). — ISBN 978-5-7429-1307-8.

- Вернувшийся домой: Жизнеописание и сборник трудов митрополита Нестора (Анисимова). В 2 т. / Авт.-сост. О. В. Косик. — М.: Издательство ПСТГУ, 2005. — Т. 1. — 575 с. — (Материалы по новейшей истории Русской Православной Церкви). — ISBN 5-7429-0219-0.
- Вернувшийся домой: Жизнеописание и сборник трудов митрополита Нестора (Анисимова). В 2 т. / Авт.-сост. О. В. Косик. — М.: Издательство ПСТГУ, 2005. — Т. 2. — 575 с. — (Материалы по новейшей истории Русской Православной Церкви). — ISBN 5-7429-0221-2.
- Истинный воин Христов: Книга о священномученике Дамаскине (Цедрике). — М.: Изд-во ПСТГУ, 2009. — 384 с.
- Голоса из России: Очерки истории сбора и передачи за границу информации о положении Церкви в СССР (1920-е — начало 1930-х годов). — М.: Издательство ПСТГУ, 2011. — 280 с. — ISBN 978-5-7429-0641-4.
  - Голоса из России : Очерки истории сбора и передачи за границу информации о положении Церкви в СССР (1920-е — начало 1930-х годов). — Москва : Изд-во ПСТГУ, 2013. — 293 с. — ISBN 978-5-7429-0641-4
- «Кто нас разлучит от любви Божией?» Книга о священноисповеднике епископе Афанасии Ковровском: с приложением полного текста службы Всем святым, в земле Русской просиявшим. Издательство ПСТГУ. 2017. — 616 с. — ISBN 978-5-7429-0493-9.
- Церковный документ эпохи гонений: Первая половина XX века: Исследования разных лет. — М.: Изд-во ПСТГУ, 2025. — 170 с. — ISBN 978-5-7429-1647-5.